# Boulengerula uluguruensis
Boulengerula uluguruensis är en groddjursart som beskrevs av Barbour och Arthur Loveridge 1928. Boulengerula uluguruensis ingår i släktet Boulengerula och familjen Caeciliidae. IUCN kategoriserar arten globalt som livskraftig. Inga underarter finns listade.